# 柔毛栎

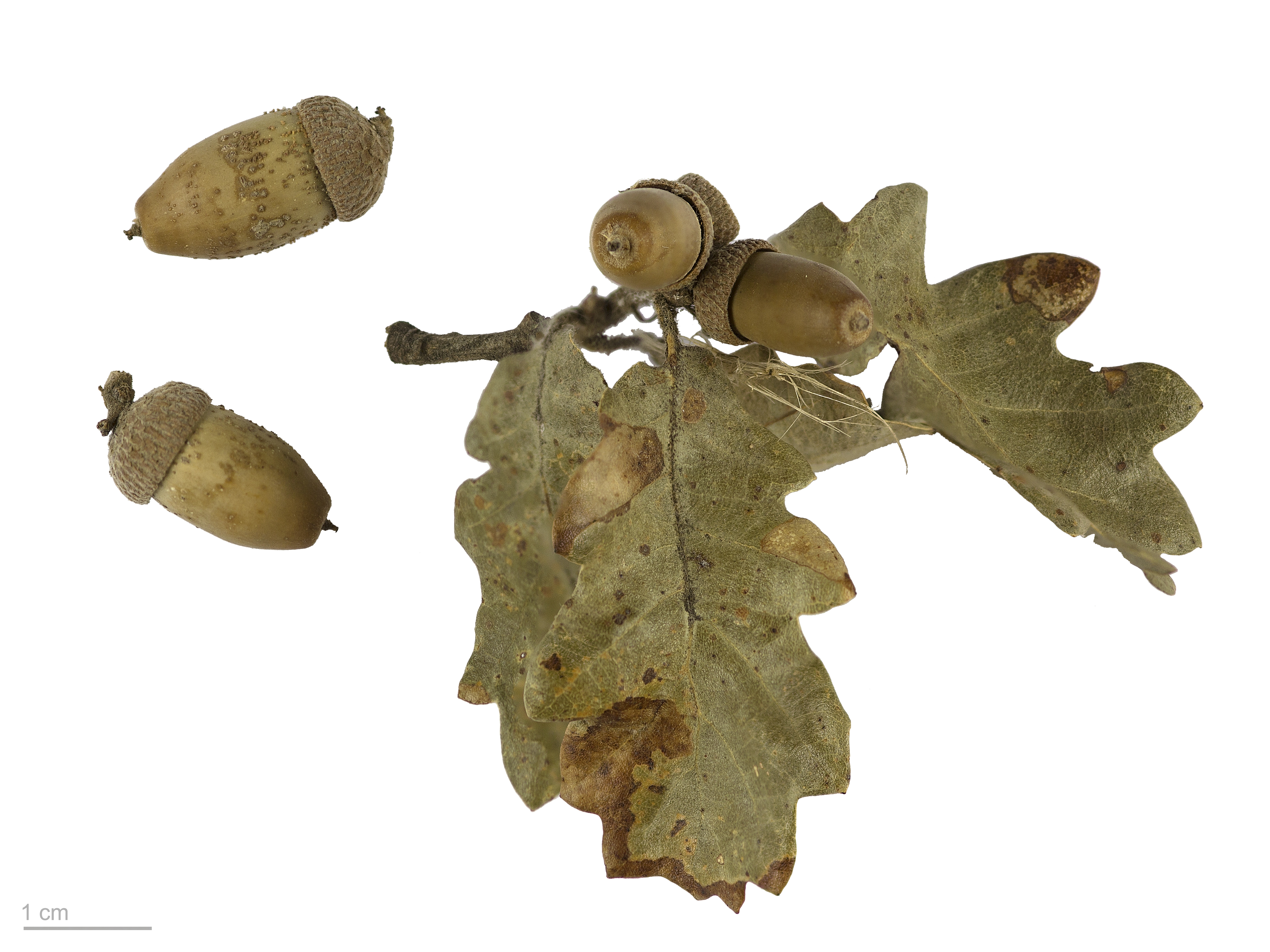
柔毛栎的果及叶的标本，藏于图卢兹博物馆（MHNT）

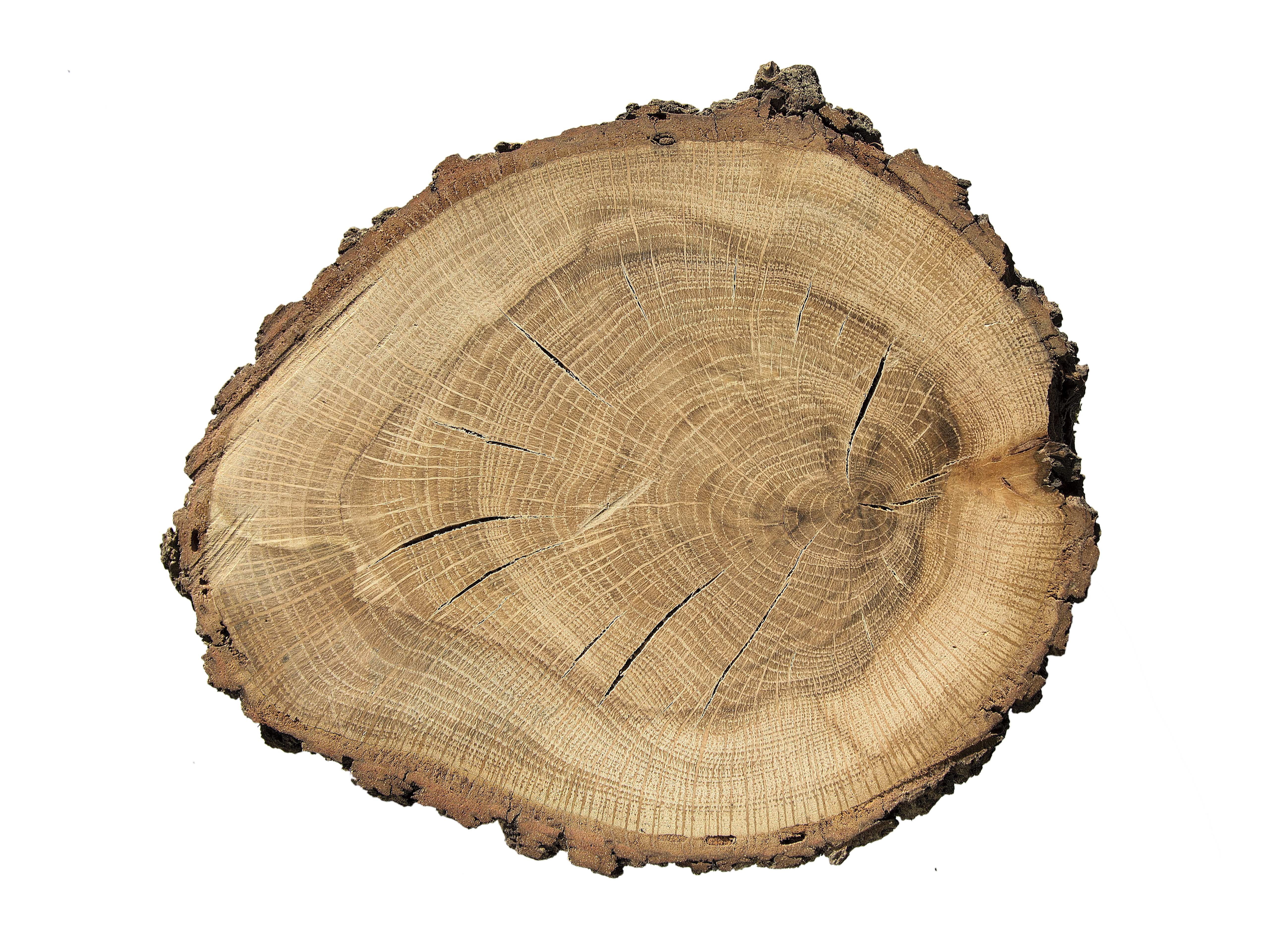
柔毛栎树干的横切面，藏于图卢兹博物馆

柔毛栎（Quercus pubescens）是一种原生于南欧、亚洲西南等地的一种栎属植物，在比利牛斯山脉至克里米亚、高加索等地均有分布，法国及中欧也可见到。

## 名称
其拉丁学名种加词的pubescens意为为“有柔毛的”，指其叶片具有短柔毛。

## 形态
柔毛栎为落叶乔木，可高至20米，树皮厚，浅灰色。叶螺旋状互生，叶缘具波状齿，两面均被短柔毛，上表面深绿色，粗糙，下表面浅绿色。花单性，雌雄同株，雄花序为下垂葇荑花序。果为卵形坚果，8–20mm长，浅棕色至黄色。

## 应用
与夏栎、岩生栎一样，柔毛栎的树皮及虫瘿含多种鞣质，可作药用。主要外用收敛或作含潄剂。虫瘿中提取的鞣酸还可用于制备铁胆墨水。
柔毛栎可做薪柴木，其橡果可用作猪饲料。另外也用来种植松露。